# Greggs
Greggs是英國最大的零售連鎖餅店，總部設在英格蘭東北紐卡索，專門售賣三文治、鹹肉餅、腸仔卷、麵包、蛋糕及甜點，每週顧客人數超過600萬。它成立於20世紀30年代，當時只是一間獨立小店，但截至2012年，擁有超過1,600個銷售點，比英國本土上的麥當勞還要多。Greggs於倫敦交易所上市，現時是富時250指數成分股之一。